# Siço Simón
Wilson Simón Carvalho, (nacido el 9 de enero de 1965 en Brasil y fallecido el 22 de agosto de 2012 en Brasil) fue un jugador de baloncesto hispano-brasileño. Con 1.82 de estatura, su puesto natural en la cancha era el de base. 

## Trayectoria
De padre español, y madre brasileña, jugó en las categorías inferiores tanto de Brasil como de España. En España jugó en las categorías inferiores del Real Madrid, en el primer equipo durante la temporada 1983-1984, siendo suplente de Juan Antonio Corbalán, luego jugaría en el CB Valladolid, formando dupla de base con José Antonio Alonso. Después jugaría en Las Palmas, Huesca, Gandía, contabilizando 108 partidos ACB y 4,2 puntos. Falleció en agosto de 2012 a los 47 años de edad víctima de un cáncer de pulmón.